# Deprogramming
Deprogramming est un terme américain (pouvant être traduit par « déprogrammation ») qui désigne une méthode pour persuader ou contraindre un individu à abandonner des croyances très souvent sectaires ou quelquefois religieuses jugées erronées ou dangereuses.

## Origines
Cette pratique controversée, utilisant l'enlèvement et la séquestration, est apparue à la fin des années 1970 aux États-Unis, au moment où émergeait le foisonnement des nouvelles croyances religieuses en dehors des religions établies. De nombreuses familles désemparées devant les choix spirituels de leurs enfants, et se constituant en groupes d’opposition à ces nouvelles formes de la spiritualité, ont souscrit à cette théorie et lui ont permis de se développer sans contrôle jusqu’en 1980. 
Les créateurs et acteurs du deprogramming percevaient cette méthode comme une solution aux croyances jugées illusoires et aux effets considérés néfastes des groupes spirituels appelés "sectes"(« cults » aux États-Unis), et principalement dirigée contre le lavage de cerveau. 
Bien que le premier groupe visé par cette pratique fut Les enfants de Dieu (en anglais : Children of God), de nombreux autres groupes, comme celui des Hare Krishna ou de « Maharaj ji » ou encore les adeptes de l’Église de l’Unification de Moon ont rapidement été concernés.

## Promoteurs et opposants
Les promoteurs du deprogramming le présentaient comme une tentative de fournir des informations à un adepte afin qu’il réalise l’emprise qu’il subit au sein de son groupe spirituel et en particulier à quel point son libre arbitre lui a été retiré. 
Les opposants à cette méthode ont souligné le paradoxe des kidnappings et de la séquestration pour restaurer le libre arbitre d’un individu. Des témoignages d’abus de la part de personne « déprogrammées » ont contribué à ce que des peines de prison soient infligées à Ted Patrick, un des pionniers de la méthode dont le livre « Let our children go » (« Laissez nos enfants partir », 1976) décrit sans ambiguïté les enlèvements, la coercition physique et émotionnelle pratiquée pendant les séances. Un autre procès, cette fois contre Rick Ross autre pratiquant américain de la déprogrammation dans les années 1990 a mis un terme au deprogramming forcé et a conduit à la dissolution du CAN (Cult Awereness Network, le groupe « antisectes » américain de l’époque), pour cause de faillite due au montant des dommages-intérêts à payer.
En France, une ADFI (association pour la défense de la famille et l’individu) a ouvertement adopté cette méthode à la fin des années 1970 puis l’a abandonnée au moment des procès qui se déroulaient aux États-Unis au début des années 1980. 
Au cours de l’émission « ça se discute » de Jean-Luc Delarue du 19 septembre 2007 consacrée à la « manipulation », une mère décrivait le deprogramming qu’elle a fait subir à sa fille en 2005.

## Les failles de la méthode
Certains des sociologues américains et anglais qui ont étudié la question du deprogramming ont relevé ce qu’ils considèrent comme sept failles à la théorie du lavage de cerveau et à la déprogrammation préconisée pour soigner ceux qui l’auraient subi :
- Il n’a jamais été démontré qu’il existait des techniques non biologiques pour contrôler l’esprit de quelqu’un. L’exemple classique des prisonniers de guerre pendant la guerre de Corée démontre au contraire qu’il y avait très peu, voire aucun, résultat à de telles tentatives. (Schein et al. 1961).
- La plus grande partie des personnes qui participent à des activités des nouveaux mouvements religieux ne s’engagent pas du tout. (Barker 1984).
- De très nombreux membres restés assez longtemps dans un groupe partent de leur propre gré (Bainbridge 1982, 1984a ; Wright 1983).
- Des chercheurs ont fait des enquêtes à long terme au sein de mouvements religieux récents, incluant tous ceux accusés de lavage de cerveau, et leurs rapports ne confirment pas ce concept. (Bainbridge 1978 ; Taylor 1983)
- Les sociologues ont une théorie plus plausible sur l’affiliation à des nouveaux mouvements religieux, combinant plusieurs facteurs qui n’ont pas besoin de l’hypothèse du lavage de cerveau pour expliquer la motivation d’un individu à s’engager dans une démarche spirituelle.
- Le concept de lavage de cerveau (ou manipulation mentale aujourd’hui) semble avoir été conçu pour discréditer les nouvelles spiritualités et déresponsabiliser leurs membres « sortants » critiques. En conséquence, les actions que nous voyons aujourd’hui contre certains groupes ou individus sont légitimées par ce concept sans lequel elles seraient considérées comme illégales et opposées aux droits de l’homme (Bromley 1983 ; Kelley 1983).
- Le discours autour de l’idée du lavage de cerveau ou de la manipulation mentale suppose qu’une personne mentalement saine doive être autonome sans subir la moindre influence collective (Richardson and Kilbourne 1983) et tente de nier l’importance de la religion et de la communauté dans les sociétés humaines (Hargrove, 1983).

## La méthode d'exit counseling
Le deprogramming n’a pas tout à fait disparu. Il a évolué aux États-Unis vers une procédure appelée « exit counseling » (« accompagnement pour quitter la secte »),. Les objectifs restent les mêmes mais la procédure étant maintenant plus surveillée, la coercition a, en principe, été abandonnée. Le programme coûte entre deux et quatre mille dollars aujourd’hui et le « patient » est censé pouvoir l’interrompre quand il le souhaite.
L'exit counseling a été introduit en France par Me Daniel Picotin, avocat spécialisé dans le droit des dérives sectaires et président de l'association Infos Sectes Aquitaine, notamment pour aider une famille appartenant aux « reclus de Monflanquin ». Ayant facturé cette procédure plus de 18 000 euros à un couple, l'avocat a été condamné le 5 mai 2015 par la Cour d'Appel de Bordeaux à leur restituer plus de 14 000 euros et à leur verser 1 500 euros de frais de justice, faute de pouvoir justifier la hauteur de ses honoraires personnels et des frais auprès de plusieurs prestataires.
Cette affaire concernant le président de son antenne en Aquitaine, le bureau national du Centre contre les manipulations mentales (CCMM) a précisé en septembre 2015 dans un communiqué que le CCMM ne pratiquait pas l'« exit counseling » et que « conformément aux principes de la laïcité et aux lois de la République, l’objet du CCMM est d’étudier et relever les agissements qui portent atteinte aux libertés et violent les droits de la personne humaine ». L'association a ajouté qu'elle agit « bénévolement » à la demande spontanée des proches des victimes.

## Cinéma
Le film Holy Smoke (Jane Campion, 1999) avec Kate Winslet et Harvey Keitel est basé sur une séance de deprogramming et le lien ambigu qui se tisse entre l’adepte d’une secte et le « déprogrammeur ».

## Littérature de fiction
Dans le roman Les Miroirs de l'esprit, de Norman Spinrad, le personnage principal fait appel à un déprogrammeur pour tenter de faire sortir son épouse d'une secte. Le déprogrammeur n'a cependant jamais l'occasion de rencontrer cette dernière, et il se contente de conseiller son mari, avant de disparaître inexplicablement.